# Keila JK
El Keila JK es un equipo de fútbol de Estonia que juega en la Esiliiga B, la tercera división de fútbol en el país.

## Historia
Fue fundado en el año 1995 en la ciudad de Keila, aunque fue tres años después que ingresó al sistema de ligas de Estonia, empezando en la II Liiga suroeste. 
En su historial reporta que han pasado en las ligas regionales en sus primeros años, principalmente en la tercera liga regional con una breve estancia de una temporada en la cuarta liga hasta que en el año 2016 logra el ascenso a la Esiliiga B.
En una temporada en la tercera división termina en cuarto lugar, pero al estar equipos filiales ubicados por delante en la tabla de posiciones, logran el ascenso a la Esiliiga por primera vez en su historia.

## Entrenadores
- Targo Kaldoja (2011-14)[8]
- Tauri Tamkivi (2015)
- Tiit Tikenberg (2016-17)[7]
- Richard Barnwell (2018-)